# Yii
Yii (вимовляється як «Ї» або [ji:])   — це високопродуктивний вебфреймворк, написаний на PHP,  реалізує парадигму модель-вид-контролер. Yii  — скорочення від «Yes It Is!»

## Історія
Історія Yii почалася 1 січня 2008 року, як проект з виправлення деяких вад фреймворку PRADO (PHP Rapid Application Development Object-oriented), що став в 2004 переможцем «Zend PHP 5 coding contest».
Фреймворк PRADO був спробою перенести ASP.NET на платформу PHP, включаючи ViewState, PostBacks, Page_Load та OnClick. Якщо подивитися вихідний код, то можна побачити що деякі шматки коду просто скопійовані з ASP.NET (наприклад, поділ на Rare Fields та Occasional Fields в класі Control з метою оптимізації використання пам'яті, яка має сенс в .NET, але являє сумнівну цінність в PHP).
PRADO успадкував від ASP.NET майже всі негативні сторони: повільно обробляв складні сторінки, мав круту криву навчання і був достатньо важкий у налаштуванні.
У певний момент автор (Qiang Xue) зрозумів, що PHP-фреймворк повинен бути побудований дещо по-іншому, і ось в жовтні 2008 року, після більш 10 місяців закритої розробки, вийшла перша альфа-версія. 3 грудня 2008 був випущений Yii 1.0

## Можливості
- Висока продуктивність
- Паттерн Модель-вид-контролер
- Інтерфейси DAO та Active Record для роботи з базами даних (PDO)
- Підтримка інтернаціоналізації
- Кешування сторінок та окремих фрагментів
- Перехоплення та обробка помилок
- Введення та валідація вебформ
- Автентифікація та авторизація
- Використання AJAX та інтеграція з jQuery
- Генерація базового PHP-коду для CRUD-операцій (скаффолдінг)
- Підтримка тем оформлення для їх легкої зміни
- Можливість підключення сторонніх бібліотек
- Міграції бази даних
- Автоматизоване тестування
- Підтримка REST

## Порівняння з іншими фреймворками
За результатами тестів phpmark Yii показав найкращу продуктивність.
Справедливості заради, варто відзначити, що продуктивність фреймворків в цих тестах оцінювалася на штучних прикладах типу Hello world. Тести показують час ініціалізації фреймворків, і на їх підставі можна лише зробити висновок, що Yii має якісну підсистему відкладеної ініціалізації (тобто, код завантажується лише тоді, коли він необхідний). Підтвердженої інформації про те, що Yii в «бойових умовах» працює швидше, ніж інші фреймворки, немає.
У блогосфері можна знайти масу статей з порівняльним аналізом фреймворків. В цілому, простежуються такі тенденції:
- Yii активно розвивається[7]
- Yii не виглядає «монстром» порівняно з фреймворками Symfony та Zend Framework [8]
- У деяких порівняльних роботах відзначають високу швидкість вивчення фреймворку, отримання результатів та прототипування у порівнянні з Zend Framework та Symfony. Також наголошують на його стабільності та безпеці.[9][10]